# Vicente Blasco-Ibáñez Tortosa
Vicente Blasco-Ibáñez Tortosa (València, 27 de gener de 1932 - Ibidem, 24 de setembre de 2018) fou un polític valencià que exercí com a regidor de l'Ajuntament de València i de l'Ajuntament de Torrent, diputat provincial de València i diputat a les Corts Valencianes en la II Legislatura.

## Biografia
Fill del polític republicà Sigfrido Blasco-Ibáñez Blasco i net de l'escriptor Vicente Blasco Ibáñez, durant la guerra civil espanyola va fugir amb la seva família a França. Ell i la seva mare van tornar en 1939. Degut al passat polític de la seva família va tenir un expedient acadèmic força accidentat i finalment es va llicenciar en dret a la Universitat de València després de passar per la Universitat de Granada. Va treballar uns anys com a advocat per a l'empresa d'autopistes Aumar. En 1966 va fundar amb la seva mare l'editorial Prometeo SL, per tal de revitalitzar l'obra del seu avi.
A les eleccions municipals espanyoles de 1979 fou elegit regidor de l'ajuntament de València com a independent dins de la Unió Regional Valenciana. Aleshores es mostrava contrari al que anomenava "expansionisme català". De la mà de Vicent González Lizondo va ingressar a Unió Valenciana (UV), partit amb el qual fou elegit diputat a les eleccions a les Corts Valencianes de 1987. Fou vocal, entre d'altres, de la 
Comissió d'Investigació sobre tràfic d'influències i ús d'informacions privilegiades en l'àmbit de la Comunitat Valenciana. L'any 1991 es presentà, també per UV, com a tercer en la llista municipal de Torrent, a l'Horta Sud, aconseguint l'acta de regidor després de la renúncia d'un dels dos regidors electes.
En una entrevista de 2010 al diari Levante-EMV va criticar durament al govern de Francisco Camps i manifestà que el català i el valencià són la mateixa llengua; també va preveure la "mort" del que fora el seu partit: UV. Vicente Blasco-Ibáñez Tortosa va morir a la ciutat de València el 24 de setembre de 2018 als 86 anys. L'exalcaldesa i aleshores cap de l'oposició de Torrent, n'Amparo Folgado Tonda, va fer pública una nota de condolència.